# Sandwichturm
Der Sandwichturm ist eine vom Institut für Stahlbau der Leibniz Universität Hannover entwickelte Bauweise für Türme, die vor allem im Bereich der Windenergieerzeugung von Interesse ist. Die Idee wurde im Jahre 2008 mit einem ersten Platz des Sonderpreises „proKlima“ der Stadtwerke Hannover ausgezeichnet.

## Aufbau
Der Name leitet sich von der Bauweise ab: Der untere Teil des Turms besteht aus zwei ineinanderstehenden Stahlrohren; diese werden durch einen dazwischen liegenden Verbundwerkstoff vollflächig ausgesteift. Als Verbundwerkstoffe können verschiedene Vergussmörtel, auch pumpfähige Elastomere und Epoxidharze zum Einsatz kommen; diese werden vom Turmfuß aufsteigend in den Ringspalt gefüllt. Neben der Steifheit und Druckfestigkeit der Füllmaterialien ist deren Verbundfestigkeit von essentieller Bedeutung für das Tragverhalten des Sandwichquerschnitts. 
Die oberste Sektion wird in konventioneller Bauweise als Stahlrohrsektion ausgeführt, die durch den sogenannten Sandwich Joint mit der unteren Sandwichrohrsektion kraftschlüssig verbunden wird. Diese Rohr-in-Rohr-Verbindung kommt ohne ermüdungskritische Ringflansche und wartungsintensive Schrauben aus. Die Sandwichbauweise steigert die Schalenstabilität und die Biegemomententragfähigkeit, da der Verbundwerkstoff nicht nur eine aussteifende Wirkung besitzt, sondern sich auch am Lastabtrag beteiligt. 
Die höheren Traglasten und die Aufteilung der erforderlichen Blechdicke auf Innen- und Außenrohr erlauben einen größeren Durchmesser am Turmfuß einer Windkraftanlage, womit auch größere und stabilere Türme jenseits von 100 Metern Nabenhöhe aufgestellt werden können. Im Bereich der Windenergie sind große Gesamthöhen interessant, da der Energieertrag von Windkraftanlagen mit der Höhe überproportional zunimmt.